# Bandera de El Salvador
La bandera de El Salvador es el pabellón que representa al país, y que, junto al escudo y el himno nacional, tiene la categoría de símbolo patrio. Consiste en un rectángulo dividido en tres franjas coloreadas con la representación de los países de Centroamérica. La bandera fue la inspiración para la bandera de las Provincias Unidas del Centro de América y luego de la República Federal de Centro América en 1823, sus colores fueron escogidos por Manuel José Arce que se desempeñaba como jefe de los milicianos de la provincia de San Salvador que combatieron la anexión de la Capitanía General de Guatemala al Primer Imperio mexicano en 1822. La bandera de la provincia de San Salvador fue inspirada en la bandera azul oscura de la bandera argentina de 1818-1820 que ondeó Hippolyte Bouchard el 18 de marzo de 1819 cerca del puerto de Acajutla. En agradecimiento, la provincia de San Salvador y luego toda Centroamérica adoptaron los colores de la bandera Argentina. La bandera Argentina a su vez fue inspirada por el color azul y blanco de la banda real bicolor de la Orden de Carlos III cual era en representación de la virgen Inmaculada Concepción, en la que los colores dominantes —azul y blanco— de la vestimenta de la Virgen María fueron los que se establecieron desde el inicio para configurar las distinciones de la Orden de Carlos III, que lucían virreyes y presidentes de las reales audiencias españolas, conocida también como la Purísima Concepción, era la Patrona de la infantería española y argentina. En 1865, El Salvador vivió uno de sus primeros cambios de bandera de forma trascendente. El presidente conservador Francisco Dueñas decretó un nuevo pabellón nacional, que estaba inspirado en la bandera estadounidense.
El 17 de mayo de 1912 el Poder Legislativo decidió hacer un nuevo pabellón nacional, recuperando los colores de la bandera de la Federación centroamericana pero con azul cobalto. La iniciativa fue del Presidente de la República, doctor Manuel Enrique Araujo, quien la izó por primera vez el 15 de septiembre de ese mismo año en la Tribuna Presidencial del Campo de Marte y así la convirtió oficialmente en el nuevo símbolo patrio en honor a la protesta contra la ocupación estadounidense en Nicaragua, y la esperanza de la reunificación centroamericana. También a la bandera le fue dedicada una oración creada por David J. Guzmán en 1916 para que la dedicase el pueblo salvadoreño a su patria.
La bandera como símbolo nacional es empleada por el Gobierno e instituciones estatales, con distintas variantes en su confección según el uso que se le dé por parte de los cuerpos diplomáticos, civiles o militares.

## Descripción

### Dimensiones y diseños

Construcción oficial de la bandera magna.

Los tamaños difieren ligeramente entre ellas, siendo las dimensiones de la Bandera Magna de 3,35 metros de largo y 1,89 metros de alto (335:189), la primera bandera civil tiene una dimensión de 1 metro de largo y 60 centímetros de alto (5:3), y la segunda se debe poner una dimensión de 1,45 metros de largo y 90 centímetros de alto (29:18). En los casos que se requiera también podrá usarse una bandera de menores o mayores dimensiones, pero siempre y cuando sean respetadas las proporciones.
El diseño está basado en la bandera de las Provincias Unidas del Centro de América, concebida por Manuel José Arce, quien a su vez se inspiró en la bandera Belgrano de las Provincias Unidas del Río de la Plata, que hoy en día es Argentina.

### Colores y simbolismo

El escudo de El Salvador está en el centro de la bandera magna.

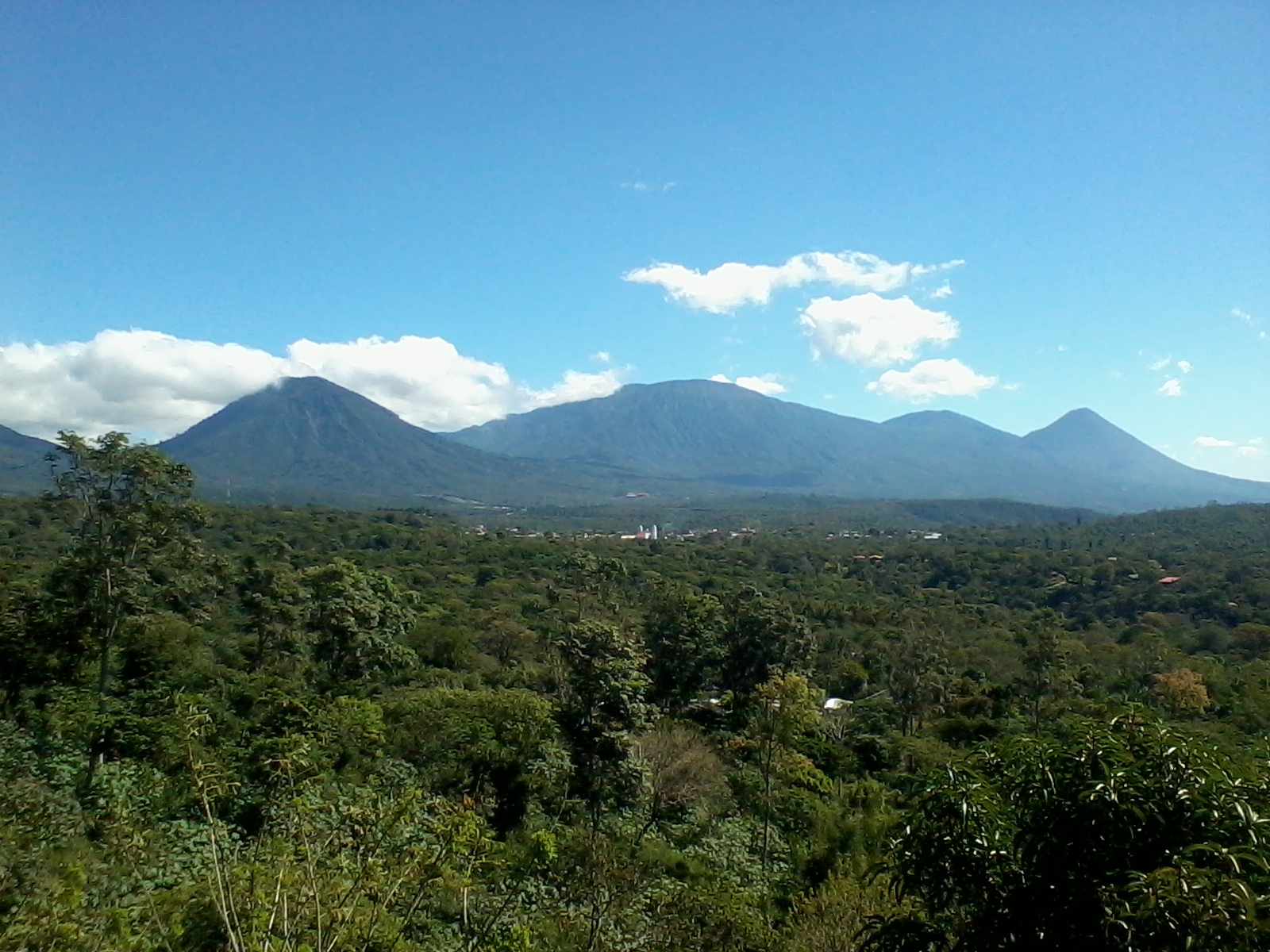
La fila de cinco volcanes en el escudo fueron inspirados por la Cordillera de Apaneca-Llamatepec., visible desde la ciudad de Sonsonate, la cual fue la capital de la República Federal de Centro América en 1834.

La segunda bandera del pais lleva el lema nacional (DIOS UNIÓN LIBERTAD) en letras mayúsculas cuadradas romanas de color ámbar dorado que cubre casi toda la longitud de la franja blanca de la bandera.

La bandera de El Salvador consiste de tres franjas horizontales iguales, los dos azules que están en la parte superior y en la parte inferior, y el blanco se ubica en el centro de la bandera. La variación vigente se distingue en tres tipos en función de su uso, la Bandera Magna se lleva con el Escudo Nacional en la franja central, el uso civil tiene dos versiones: la primera dejada en blanco a la franja central, y la segunda se lleva de un lema salvadoreño en la franja central.
De acuerdo con la interpretación moderna de los colores y su significado:
- Azul cobalto: representa el cielo que cubre la patria salvadoreña, y los dos océanos que bañan en el istmo centroamericano, el Atlántico y el Pacífico.
- Blanco: representa la paz que domina el país y la concordia, es decir el acuerdo y la armonía que debe existir entre las personas que habitan esta nación.
- Ámbar (para uso civil): representa la escritura de su lema de El Salvador.

| Denominación        | Azul cobalto           | Blanco          | Ámbar                 |
| ------------------- | ---------------------- | --------------- | --------------------- |
| RGB                 | (0, 71, 171)           | (255, 255, 255) | (255, 191, 0)         |
| Cuatricromía (CMYK) | (100, 58, 0, 33)       | (0, 0, 0, 0)    | (0, 25, 100, 0)       |
| Colores web (HTML)  | #0047AB                | #FFFFFF         | #FFBF00               |
| CIELAB (HCL)        | (31.77, 14.43, -59.89) | (100, 0, 0)     | (81.62, 14.62, 82.79) |
| HSV                 | (215°, 100%, 67%)      | (0°, 0%, 100%)  | (45°, 100%, 100%)     |
| Pantone             | 2728 C                 | Blanco          | 7548 C                |

Y el lema "Dios Unión Libertad" está representado en tres palabras de cada una pintadas de color ámbar de la bandera civil:
- Dios: La creencia del poder Superior que lo gobierna todo.
- Unión: La voluntad que debe existir por crear una sola nación basada en el diálogo, la razón y el consenso.
- Libertad: El indomable espíritu libertario del pueblo, mediante el cual se pueden expresar las opiniones propias.

Bandera Magna (Oficial). Ratio: 189:335
Primera Bandera para uso civil. Ratio 3:5
Segunda Bandera para uso civil. Ratio 3:5

### Otras banderas de El Salvador
La Banda presidencial consiste en el mismo diseño de la bandera, sólo que el Escudo Nacional es grande que traspasa a las franjas azules, y se viste a través del torso para simbolizar el jefe de Estado o de Gobierno, quien la porta sobre el pecho de manera transversal desde el hombro derecho al costado izquierdo, uniendo los extremos a la altura de la cintura.

## Uso
La ley fue aprobada en 1972, publicada en el Diario Oficial n.º 171, tomo n.º 236, del 14 de septiembre de ese año, la cual decretó tres clases de banderas nacionales oficiales: La magna, la de uso en edificios y oficinas públicos y la de desfiles y cada una de ella tendrá diferentes medidas, las cuales deben ser tomadas en cuenta.
- Artículo 8: La bandera magna se usará en ocasiones en que se celebren sesiones, reuniones o actos en que participen los tres Poderes del Estado o con motivo de las celebraciones de las fechas patrias.
- Artículo 10: La bandera de uso en edificios y oficinas públicos será de uso obligatorio en todos los edificios y dependencias del Estado y deberá estar colocada en un sitio de honor, en el despacho del jefe respectivo. En los días de fiesta nacional, se izará a las seis horas y se arriará a las dieciocho horas.
- Artículo 11: La bandera de desfiles deberá medir un metro cuarenta y cinco centímetros de largo por noventa centímetros de ancho y será sostenida por un asta cilíndrica de dos metros cincuenta centímetros de largo por cuatro centímetros de diámetro. El asta terminará en una lanza color dorado en forma de rombo y afilado hacia los lados, y en la punta; y grueso en la línea media que une los ángulos. En la unión de la lanza con el asta se fijarán dos listones de dos metros de largo: uno blanco y otro azul, de seis centímetros de ancho cada uno. En el listón blanco deberá constar el nombre del plantel, y en el listón azul el domicilio, en letras de color dorado. La franja blanca de la bandera para desfiles, llevará en letras doradas la inscripción: DIOS UNION LIBERTAD.
- Artículo 12: Las delegaciones oficiales nombradas por el Gobierno de la República para representar al país en el extranjero, cuando por razón de su misión tengan que portar bandera, ésta será la de uso en edificios y oficinas públicos, con el escudo de armas, con todos sus blasones.
- Artículo 14: Las naves nacionales o con matrícula salvadoreña usarán la bandera nacional de conformidad a los Tratados, Convenios o disposiciones especiales.

## Banda presidencial
La banda presidencial sólo puede ser usada por el presidente de la República.

## Historia de la Bandera

### 1823-1838: Bandera y escudo de armas usados por la provincia de El Salvador durante el Período Federal
El Salvador, como parte de las Provincias Unidas del Centro de América, adoptó la bandera y el escudo de armas aprobados por la Asamblea Nacional Constituyente de Centroamérica, según Decreto Legislativo n.º 29 del 21 de agosto de 1823. La Bandera de las Provincias Unidas del Centro de América constaba de tres franjas horizontales: azules la superior e inferior y blanca la del centro. Este es el citado decreto legislativo:

DECRETO LEGISLATIVO CREADOR DEL ESCUDO Y LA BANDERA DE LAS PROVINCIAS UNIDAS DEL CENTRO DE AMÉRICA
DECRETO n.º 29
La Asamblea Nacional Constituyente de las Provincias Unidas del Centro de América, ha tenido a bien decretar y decreta: 
Artículo 1º El Escudo de Armas de las Provincias Unidas del Centro de América será un triángulo equilátero; en su base aparecerá una cordillera de cinco volcanes, sobre un terreno que se figure bañado por ambos mares; en la parte superior, un arco iris que los cubra y bajo el arco, el gorro de la libertad esparciendo luces. En torno del triángulo y en figura circular se escribirá con  letras de oro: “PROVINCIAS UNIDAS DEL CENTRO DE AMÉRICA”.
Artículo 2º Este escudo se colocará en todos los puestos y oficinas públicas sustituyéndose a las que se han usado por disposiciones de los anteriores gobiernos.
Artículo 3º El gran sello de la nación, el de la Secretaría de esta Asamblea, el de los agentes del gobierno, y tribunales de justicia, llevarán todos el mismo escudo.
Artículo 4º El pabellón nacional para los puertos y para toda clase de buques pertenecientes a este nuevo estado constará de tres fajas horizontales, azules la superior e inferior, y blanca la del centro en la cual irá dibujado el escudo que designa el artículo 1º. En los gallardetes las fajas se colocarán perpendicularmente por el orden expresado. Del mismo pabellón usarán los enviados de este gobierno a las naciones extranjeras. En los buques mercantes las banderas y gallardetes no llevarán escudo, y en la faja del centro se escribirá con letras de plata: DIOS, UNIÓN, LIBERTAD.
Artículo 5º Las banderas y estandartes de los cuerpos militares así vivos, así como de milicia provincial mientras esta subsista, se arreglarán a lo dispuesto en el artículo anterior: Sus fajas serán siempre horizontales, en la superior las palabras: DIOS, UNIÓN, LIBERTAD, y en la inferior la clase y número de cada cuerpo. En las de infantería ambas inscripciones serán con letras de oro, y en los de caballería con letras de plata.
Artículo 6º Los cuerpos de fuerza cívica dispondrán sus banderas y estandartes con arreglo a lo prevenido en el artículo setenta de la ley de diez y ocho del corriente.
Artículo 7º Al comunicarle este decreto al gobierno se le acompañarán diseños del blasón y pabellón nacionales para la más fácil inteligencia de cuanto queda prevenido:
Comuníquese al Supremo Poder Ejecutivo para su cumplimiento, y que lo haga imprimir, publicar y circular. Dado en Guatemala a 21 de agosto de 1823 – José Barrundia: Diputado Presidente – Mariano Gálvez: Diputado Secretario – Mariano de Córdoba: Diputado Secretario – Al Supremo Poder Ejecutivo.
Por tanto mandamos se guarde, cumpla y ejecuten todas sus partes.
Lo tendrá entendido el Secretario del despacho, y hará se imprima, publique y circule. Palacio Nacional de Guatemala 3 de octubre de 1823 – Antonio Rivera: Presidente – Pedro Molina – Juan Vicente Villacorta. Al ciudadano Manuel Julián Ibarra.
Y de orden del Supremo Poder Ejecutivo lo inserto a V. para su inteligencia y fines consiguientes: Dios, Unión, Libertad.
Palacio Nacional de Guatemala 3 de octubre de 1823. M. Julián Ibarra.

### 1851-1853: Bandera y escudo de armas de la Representación Nacional de Centroamérica
El 8 de noviembre de 1849, los Estados de Nicaragua, El Salvador y Honduras acordaron en la ciudad de León (Nicaragua) un Pacto de Confederación, que debería ser arreglado por medio de una Dieta. La Representación Nacional de Centroamérica se instaló solemnemente el 9 de enero de 1851, en Chinandega, cabecera del departamento del mismo nombre. Estaba integrada por Pablo Buitrago Benavente y Hermenegildo Zepeda Fernández por Nicaragua, José Guerrero por Honduras, Francisco Barrundia y José Silva por El Salvador. De inmediato se procedió a organizar su directorio, siendo nombrado presidente Hermenegildo Zepeda Fernández, Primer Secretario José Silva y Segundo Secretario el Lic. Pablo Buitrago Benavente.
El 22 de abril de 1851, la Representación Nacional de Centroamérica decretó obligatoria la bandera azul y blanca y el escudo de la Confederación de Centroamérica. En el diario oficial, Gaceta del Salvador, Tomo 3, Número 4, del 30 de mayo de 1851, aparece el decreto legislativo siguiente:

DIETA NACIONAL.  	Por los siguientes documentos se informarán nuestros lectores, de que la Dieta Nacional se ocupa constantemente de todos los objetos que están sometidos a su autoridad. Ha decretado ya el Pabellón y escudo de armas de la Nación y se ocupa de uniformar las tarifas y aranceles en todos los Puertos y todo lo que concierne al comercio y relaciones esteriores.
 	Secretaría de relaciones interiores del Gobierno Nacional de Centro-América=D.U.L.=Leon, Mayo 15 de 1851.=Sr. Ministro jeneral del Supremo Gobierno del Estado del Salvador.=El Presidente de la Representación Nacional de Centro-América se ha servido dirijirme el decreto que sigue.= El Presidente de la Representación Nacional de Centro-América a los Gobiernos de los Estados del Salvador, Honduras y Nicaragua.=Por cuanto la misma Representación Nacional de Centro-América ha decretado lo siguiente.=La Representación Nacional de Centro-América, CONSIDERANDO, que es necesario designar las insignias que deben constituir el emblema de la unión de los Estados confederados, ha venido en decretar y decreta.

ART. 1º.- El escudo de armas de la unión Centro-americana será un triángulo equilátero.- En su base aparecerá una cordillera de tres volcanes colocado sobre un terreno que se figure bañado por ambos mares, en el vértice el arco iris que los cubra y bajo el arco el gorro de la Libertad difundiendo luces, y con tres estrellas en la parte superior.- En torno del triángulo y en figura circular se escribirá en letras de oro, FEDERACIÓN DE CENTRO-AMÉRICA.

Art. 2º.- Este escudo se colocará en todos los puestos y oficinas públicas del Gobierno Jeneral.

Art. 3º.- El gran sello de la unión, y el de los ajentes diplomáticos llevará el mismo emblema: el de las secretarías tendrá la inscripción correspondiente al ramo de relaciones respectivo en la forma de un óvalo horizontal; en el centro tres volcanes, y sobre ellos un sol radiante.

Art. 4º.- El pabellón de la Nación constará de tres fajas horizontales, azules la superior e inferior y blanca la del centro, en la cual irá dibujado el escudo que designa el artículo 1º.

Art. 5º.- Este pabellón se usará en todos los puertos, en toda clase de buques nacionales y por los enviados de la unión: en los gallardetes las fajas se colocarán verticalmente por el orden espresado.

Art. 6º.- En los buques mercantes, el pabellón no llevará escudo, y en la faja del centro se escribirá en letras de oro, D.U.L.

Art. 7º.- Las banderas y estandarte del ejército federal se arreglaran a lo dispuesto en el artículo 4º. Con solo la diferencia de escribirse en la faja superior las palabras, D.U.L. y en la inferior la clase y número de cada cuerpo.- En los de infantería y artillería, ambas inscripciones serán en letras de oro, y en los de caballería en letras de plata. 

Dado en Leon, a 22 de Abril de 1851.- Hermenejildo Zepeda, Presidente.- Pablo Buitrago, Srio.
Por tanto, Ejecútese y publíquese por quienes corresponde- Hermenejildo Zepeda.=Al secretario del despacho de relaciones esteriores encargado del de las interiores.=Y de orden del mismo Sr. Presidente lo traslado a U. para conocimiento de ese Supremo Gobierno y los efectos consiguientes, esperando su correspondiente recibo.=Su atento servidor.-Firmado-P. Buitrago.=Es conforme: San Salvador, Mayo 27 de 1851.

### 1865-1912: Bandera y escudos de armas usados por la República de El Salvador

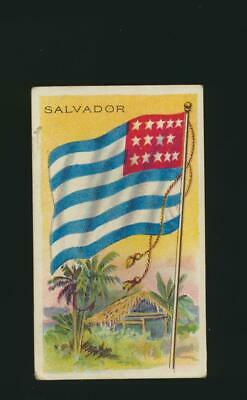
1865-1912: Bandera usada por la República de El Salvador

En el diario oficial El Constitucional, Tomo I, n.º 82, del jueves 4 de mayo de 1865, aparece el Decreto Ejecutivo del 28 de abril que creó la segunda bandera del país, siendo Presidente de la República don Francisco Dueñas:

MINISTERIO DE RELACIONES EXTERIORES E INSTRUCCIÓN PÚBLICA.
Decreto del Gobierno designando los colores del pabellón nacional y atributos del escudo de armas de la República.
El Presidente de la República del Salvador:
Cumplimentado el decreto del Cuerpo Legislativo de 14 de febrero último que lo faculta para designar los colores del pabellón nacional y los atributos del escudo de armas, se ha servido decretar lo siguiente:
Artículo 1º. -El pabellón nacional se compondrá de cinco fajas azules y de cuatro blancas: el ancho de dichas fajas será de nueve pulgadas y sus longitud de tres a cuatro varas castellanas. En el ángulo superior inmediato al asta, llevará un cuadro encarnado de una vara por lado; en el cual se colocarán nueve estrellas blancas de cinco ángulos salientes cada una, representando los nueve departamentos de la República. 
Art. 2º. -La bandera antedicha será la mercante. La de guerra tendrá los mismos colores y dimensiones y en el cuadro encarnado de que se ha hecho mención, tendrá el escudo de armas de la República, llevando al reverso las nueve estrellas de los departamentos. 
Art. 3º. -El escudo de armas nacional será el mismo de la antigua federación centro-americana con las modificaciones siguientes:
1ª. -En lugar de los cinco volcanes que representaban los cinco Estados de la federación habrá solamente uno en actividad imitando el Izalco:
2ª. -En el espacio superior del cuadro que debe contener este volcán se colocarán las mismas nueve estrellas formando un semicírculo:
3ª. -En la base del escudo aparecerá de un lado y otro el nuevo pabellón de la República:
4ª. -El gorro de la libertad descansará en la parte en que se unen los cuernos de la abundancia que descienden por ambos lados del cuadro:
5ª. -En forma de semicírculo se leerá entre rayos luminosos: 15 de septiembre de 1821, quedando el gorro en el centro de éste; y
6ª. -Limitará el escudo una franja circular en cuya circunferencia aparecerá esta leyenda: República del Salvador en la América Central.
Art. 4º. -El Ministro de Relaciones se encargará del cumplimiento y publicación de este decreto.
Dado en San Salvador, a 28 de abril de 1865.

Francisco Dueñas.

El Ministro de Relaciones Exteriores e Instrucción Pública

Gregorio Arbizú.

### 1896-1898: Bandera y escudo de armas de la República Mayor de Centroamérica
Al asumir el cargo público de Presidente de Nicaragua el 16 de septiembre de 1893, el general José Santos Zelaya López prometió trabajar por el reaparecimiento de la Patria Centroamericana, ya que Nicaragua era una porción disgregada de la República de Centroamérica. El general Zelaya López aprovechó la amistad con los presidentes de Honduras y El Salvador, doctor Policarpo Bonilla y general Rafael Antonio Gutiérrez para promover la unión de las tres repúblicas, porque los presidentes de Costa Rica y Guatemala no mostraban interés en dicha unión.
El 20 de junio de 1895 los plenipotenciarios de Nicaragua, El Salvador y Honduras doctores don Manuel Coronel Matus, don Jacinto Castellanos y don Constantino Fiallos, respectivamente, suscriben en el puerto de Amapala (Honduras) el Tratado de Unión que se conoce con el nombre de “Pacto de Amapala”; el que erige a las Repúblicas de Nicaragua, El Salvador y Honduras en una sola entidad política para el ejercicio de su soberanía bajo el nombre de República Mayor de Centroamérica. Esta denominación persistirá hasta que las Repúblicas de Guatemala y Costa Rica acepten voluntariamente el presente convenio en cuyo caso se llamará República de Centroamérica.
En el artículo número once de dicho convenio se adopta la bandera y el escudo de armas de la antigua federación, variando únicamente la divisa o leyenda. El 3 de agosto de 1895 el Tratado de Amapala fue ratificado por el Presidente de la República, quedando por tanto incluido oficialmente Nicaragua dentro de la República Mayor de Centroamérica. Después de la ratificación del tratado por los tres gobiernos antes citados, se instaló en San Salvador (la capital salvadoreña) la Dieta de la República Mayor de Centroamérica.
Reunido el Congreso Constituyente en la ciudad de Managua (la capital de Nicaragua) el día 27 de agosto de 1898, aprobó la Constitución de los Estados Unidos de Centroamérica. Poco después la unión llegó a su fin debido al golpe de Estado del general Tomás Regalado (1898-1903), quien depuso el 13 de noviembre de 1898 al Presidente de la República, general Rafael Antonio Gutiérrez, y de inmediato declaró la separación de este país; rompiéndose el pacto firmado en Amapala y finalizando el ideal de unidad centroamericana del general José Santos Zelaya López, por lo que El Salvador volvió a usar su bandera y escudo nacionales anteriores.

## Bandera y el escudo actuales

### Creación y Derecho Legislativo de 1912
La bandera y el escudo actuales del país fueron creados mediante Decreto Legislativo del 17 de mayo de 1912, publicado en el Diario Oficial n.º 125, Tomo n.º 72, del 30 de mayo de 1912, siendo Presidente de la República el doctor Manuel Enrique Araujo, y cuyo texto es el siguiente:

DECRETO LEGISLATIVO CREADOR DE LA BANDERA Y EL ESCUDO NACIONALES DE EL SALVADOR
La Asamblea Nacional Legislativa de la República de El Salvador, en uso de la facultad que le confiere la fracción 16ª del Art. 67 de la Constitución, y á iniciativa del Poder Ejecutivo,
DECRETA:
Artículo 1º.- Adoptánse para la República de El Salvador, con las modificaciones que se expresarán, el escudo de armas y el pabellón de Centro-América, decretados por la Asamblea Nacional Constituyente de las Provincias Unidas del Centro de América, con fecha 21 de agosto de 1823.
En consecuencia:
1º. El Escudo de Armas de de El Salvador será un triángulo equilátero. En su base aparecerá la cordillera de cinco volcanes, colocados sobre un terreno que se figure bañado por ambos mares: en la parte superior un arco iris que los cubra: bajo el arco, el gorro de la libertad esparciendo luces, y en forma de semi-círculo se leerá entre sus rayos 15 DE SEPTIEMBRE DE 1821. En torno del triángulo, y en figura circular, se escribirá en letras de oro: REPÚBLICA DE EL SALVADOR EN LA AMÉRICA CENTRAL, y en la base del triángulo: DIOS, UNIÓN Y LIBERTAD.
2º. Este Escudo se colocará en todos los puertos y oficinas públicas.
3º. El gran sello de la Nación, el de la Secretaría de la Asamblea Nacional, el de los Agentes del Gobierno y Tribunales de Justicia, llevarán el mismo Escudo.
4º. El Pabellón Nacional para los puertos y buques, constará tres fajas horizontales, azules la superior é inferior y blanca la del centro, en la cual irá dibujado el escudo antes descrito. En los gallardetes las fajas se colocarán perpendicularmente, por el orden expresado. Del mismo Pabellón usarán los Enviados del Gobierno á las Naciones extranjeras. En los buques mercantes las banderas y gallardetes no llevarán escudo y en la faja del centro se escribirá con letras de plata: DIOS, UNIÓN Y LIBERTAD.
5º. Las banderas y estandartes de los Cuerpos Militares, se arreglarán á lo dispuesto en el número anterior. Sus fajas serán siempre horizontales: en la del centro se dibujará el blasón: en la superior se escribirán las palabras: DIOS, UNIÓN Y LIBERTAD, y en la inferior la clase y número de cada Cuerpo. En los de infantería y artillería ambas inscripciones serán con letras de oro, y en los de caballería, con letras de plata.
Art. 2º.- Queda derogado el Decreto de 28 de abril de 1865.
Art. 3º.- Este Decreto tendrá fuerza de ley desde el 15 de septiembre del corriente año.
Dado en el Salón de Sesiones del Poder Legislativo. Palacio Nacional: San Salvador á los diez y siete días del mes de mayo de mil novecientos doce.
F. Vaquero,

Presidente.
Juan Mena,
1er. Pro-Srio.
R. Quintanilla,
2º. Pro-Srio.
Palacio Nacional: San Salvador, 27 de mayo de 1912.
Ejecútese:
Manuel E. Araujo. 
El Subsecretario de Estado en los Despachos de Guerra y Marina,

Eusebio Bracamonte.

### Reforma del anterior Decreto Legislativo en 1916
El creador del escudo nacional, Rafael Barraza Rodríguez, ganó el concurso para diseñar el actual escudo de armas; quien le agregó dos elementos que no constan en el decreto legislativo anterior, pero que fueron aceptados por razones de estética, los cuales son las cinco banderas detrás del triángulo equilátero y la corona de laurel. Se tuvo que hacer el Decreto Legislativo del 20 de marzo de 1916, publicado en el Diario Oficial n.º 72, Tomo n.º 80, del 27 de marzo de 1916, para aceptar de forma oficial los dos elementos citados y para introducir nuevas regulaciones a la bandera nacional, cuyo texto es el siguiente: 

DECRETO LEGISLATIVO REFORMADOR DE LA BANDERA Y EL ESCUDO NACIONALES DE EL SALVADOR
La Asamblea Nacional Legislativa de la República de El Salvador,
CONSIDERANDO:
que por Decreto Legislativo de 17 de mayo de 1912, se estableció el escudo de armas y el pabellón nacional;
que el Ministerio de la Guerra por medio de su Oficialía Mayor sacó a concurso el diseño del escudo de armas, y aprobó luego uno de los diseños presentados;
que aún cuando en éste conservan los blasones esenciales del escudo de armas, se les adornó con otras insignias que no están determinadas por el Decreto Legislativo citado, siendo con dichas insignias que se ha venido usando;
que de consiguiente es necesario dar fuerza de ley al uso que del escudo se hace;
que además es necesario reglamentar de una manera general el uso del escudo de armas y del pabellón nacional, para lo que debe tomarse en consideración el respeto debido a tales insignias y las diferentes formas y circunstancias en que se usa;
POR TANTO:
En uso de las facultades que le confiere el inciso 16 del artículo 68 de la Constitución Política,
DECRETA:
Art. 1º.- Al artículo primero de la ley de 17 de mayo citada, publicada en el Diario Oficial del 30 del mismo mes, se le agrega:…”Saliendo del triángulo habrá cinco pabellones de El Salvador, dos a cada uno de los lados del triángulo y uno sobre el vértice superior del mismo. Bajo la leyenda “Dios-Unión-Libertad” llevará dos ramas de laurel entrelazadas, en forma circular, hasta terminar en las dos banderas laterales superiores.
Art. 2º.- Al artículo segundo se le agrega:
“Podrá usarse en los muebles o vehículos (Carrozas, automóviles, embarcaciones etc.) de propiedad nacional, y en el papel de correspondencia de los Supremos Poderes del Estado.
El escudo de armas también podrá ser usado en la República por cualquiera persona o institución; pero únicamente con ocasión de una fiesta o duelo nacionales o cuando expresamente se hubiere concedido autorización por el Supremo Poder Ejecutivo.
En estos últimos casos el escudo de armas no tendrá las leyendas: “República de El Salvador en la América Central” ni “Dios-Unión-Libertad”, y los pabellones que salgan del triángulo podrán ser separados o adheridos al mismo o se usará el escudo sin ellos. Tampoco llevará las ramas de laurel.
Art. 3º.- Al artículo tercero se le agrega: “con todos sus blasones”.
Art. 4º.- Al artículo cuarto donde dice “en la cual irá dibujado el escudo antes descrito”, se le agrega: “con todos sus blasones”.
Art. 5º.- En el artículo quinto la parte que describe las banderas y estandartes, queda así: “sus fajas serán siempre horizontales; en la del centro llevará el triángulo del escudo de armas, con todos sus blasones interiores; en la superior, las palabras “Dios-Unión-Libertad”, y en la inferior, la clase y número de cada Cuerpo.” Sigue el artículo sin modificación.
Art. 6º.- Las oficinas de los Supremos Poderes y de cualesquiera institución oficial o municipales pueden usar del Pabellón Nacional, sin escudo; pero llevando las palabras “Dios-Unión-Libertad”. De este mismo pabellón podrán usar las instituciones particulares, previas autorización expresa del Supremo Poder Ejecutivo, quien también podrá autorizar tanto a éstas como a las instituciones oficiales o municipales para que usen un lema especial en el pabellón.
Art. 7º.- Toda persona o institución queda facultada para usar en el territorio de la República, o los salvadoreños fuera de éste, los colores nacionales en gallardetes, pabellones u otra forma; pero en este caso los pabellones no podrán llevar ninguno de los blasones del escudo de armas o lemas de ninguna clase; sin perjuicio de lo dispuesto en los artículos anteriores. Este uso queda limitado a los días de fiesta o duelos nacionales y a todos aquellos en que se celebrare un acontecimiento de importancia general o local.
Art. 8º.- Todos aquellos que usaren u ordenaren el uso del escudo de armas o del pabellón nacionales de otra manera o en otra forma de la que se prescribe por la ley, serán castigados gubernativamente con una multa de cincuenta pesos por cada infracción.
Art. 9º.- El Supremo Poder Ejecutivo reglamentará los casos y condiciones en que se pueda autorizar a los particulares o instituciones especiales para usar el escudo de armas o lemas especiales en el pabellón.
Art. 10º.- Se declara legal el sello usado anteriormente adornado con los aditamentos que hasta hoy prescribe esta reforma.
Art. 11º.- Esta ley entrará en vigor desde el día de su publicación.
Dado en el Salón de Sesiones del Poder Legislativo. Palacio Nacional: San Salvador, veinte de marzo de mil novecientos dieciséis.
J. M. Batres,
Presidente.
Lucilo Villalta,
2º Pro-Srio.
José F. Morales,
Srio. Int.
Palacio Nacional: San Salvador, 24 de marzo de 1916.
Ejecútese,
C. Meléndez.
El Ministro de la Guerra,
Enrique Córdoba.

## Resumen histórico
En el siguiente tabla se muestra un resumen de las banderas oficiales e históricas desde 1822.

### Evolución de la Bandera de El Salvador
| Bandera           | Notas | Fecha de adopción                                            | Fecha de desuso                               |
| ----------------- | --- | ------------------------------------------------------------ | --------------------------------------------- |
|                   | Fue la bandera de la Provincia de San Salvador diseñada por Manuel José Arce para defender el territorio contra la invasión mexicano-guatemalteca que buscaba anexar la provincia al Imperio mexicano. Esta luego se convirtió en inspiración para la primera bandera de Centroamérica, de las Provincias Unidas de Centroamérica y más tarde de la República Federal de Centroamérica. El diseño básico consta de tres franjas (Dos azules y uno blanco en el centro) simbolizando como parte de Centroamérica, basado en la bandera azul oscura de la bandera argentina de 1818-1820, izada por Hippolyte Bouchard el 18 de marzo de 1819, cerca del puerto de Acajutla. En agradecimiento, la provincia de San Salvador adoptó los colores de la bandera Argentina. | 20 de febrero de 1822 2 de febrero de 1841 1844              | 21 de agosto de 1823 17 de julio de 1842 1851 |
| Magna · Militar   | Bandera de las Provincias Unidas de Centroamérica La bandera militar de las Provincias Unidas del Centro de América con el lema nacional y las iniciales del batallón nacional. | 21 de agosto de 1823                                         | 22 de noviembre de 1824                       |
|                   | Bandera estatal salvadoreña dentro de la Provincias Unidas. Su escudo está basado en imágenes de monedas y sellos; y lleva un volcán solitario | 21 de agosto de 1823                                         | 1824                                          |
| Magna · Militar   | Bandera de la República Federal de Centroamérica. Bandera de guerra de la República Federal de Centroamérica, lleva el lema nacional (DIOS. UNIÓN. LIBERTAD.) en letras Mayúsculas cuadradas romanas de color Plateado. | 1823 22 de noviembre de 1827                                 | 1824 1 de febrero de 1841                     |
|                   | Bandera de Los Estados Unidos del Centro de América.[cita requerida] | 1824                                                         | 1827                                          |
|                   | Bandera estatal salvadoreña dentro de la República Federal de Centroamérica. | 1824                                                         | 1840                                          |
|                   | La bandera durante la Confederación de Centroamérica. | 17 de julio de 1842                                          | 1844                                          |
|                   | Bandera estatal salvadoreña dentro de la Confederación de Centroamérica. El escudo lleva un volcán solitario. | 17 de julio de 1842                                          | 1844                                          |
|                   | Bandera de la Representación Nacional de Centroamérica unión entre El Salvador con Honduras y Nicaragua. | 1851                                                         | 1853                                          |
|                   | La primera bandera nacional de El Salvador, con el escudo visiblemente inspirado a las Provincias Unidas del Centro de América. Mencionada por Isidro Menéndez en su recopilación de leyes de 1855. | 1853                                                         | 1859                                          |
|                   | Bandera nacional de El Salvador bajo la presidencia de Gerardo Barrios. Su escudo está basado en imágenes de monedas y sellos; la forma triangular histórico es abandonado y se adopta un escudo en forma de calentador medieval. | 1859                                                         | 1861                                          |
|                   | La bandera nacional de El Salvador, actualizada bajo la presidencia de Gerardo Barrios. El escudo es de forma de calentador medieval con un triángulo dentro; basada, al igual que la anterior, en imágenes de sellos y monedas. Tiene seis volcanes en lugar de los tradicionales cinco. El sexto volcán fue agregado en representación del Estado de Los Altos. | 1861                                                         | 1865                                          |
| Anverso · Reverso | Adoptada el 9 de mayo de 1865 por Francisco Dueñas, la segunda bandera nacional fue una bandera similar a Estados Unidos, con colores invertidos entre el rojo y azul. Las estrellas que están en el cuadro rojo representan los departamentos del país, y cinco barras azules y cuatro blancas; también en el reverso de la bandera fue un escudo nacional de El Salvador en el cuadro rojo. Comenzó con nueve estrellas, adaptando el 9 de mayo de 1865. La bandera fue adoptada como una forma de protesta contra el presidente guatemalteco Rafael Carrera, quien tenía ideales monárquicos para América Central y cambió la bandera guatemalteca al agregar los colores de la monarquía española, y amenazar con unirse al Segundo Imperio mexicano y anexar el resto de Centroamérica. En respuesta, El Salvador escogió la bandera de los Estados Unidos, la cual sirvió como símbolo de república democrática, libertad y antimonarquia, como el nuevo diseño para la nueva bandera de la república de El Salvador. La bandera nueva era símbolo de que El Salvador rechazaba la idea de una monarquía y se identificaba con el sistema político republicano de los Estados Unidos. También en el reverso de la bandera fue un escudo nacional de El Salvador en el cuadro rojo. Así El Salvador abandono en su bandera la simbología de los cinco antiguos estados federales representado por cinco volcanes y reemplazo con un solo volcán para indicar que El Salvador era una entidad totalmente diferente y seprada al resto de Centroamérica, dejando atrás la federación e intentos de reunificarla, cual habían causado tantas guerras. | 9 de mayo de 1865                                            | Junio 1865                                    |
|                   | Actualización de la bandera con once estrellas en el cuadro rojo, durando cuatro años de vigencia. | Junio 1865                                                   | 1869                                          |
|                   | Actualización de la bandera Nacional por segunda vez pero con doce estrellas en el cuadro rojo, durando cuatro años de vigencia. | 1869                                                         | 1873                                          |
|                   | Actualización de la bandera por tercera vez pero con trece estrellas en el cuadro rojo | 1873                                                         | 1877                                          |
| Anverso · Reverso | Cuarta actualización de la bandera pero con catorce estrellas en el cuadro rojo. Actualización en 1877 (reverso). El reverso de la bandera cambió la posición al lado contrario. | 1877                                                         | 1912                                          |
|                   | En unión de República de América Central entre El Salvador, Honduras, y Nicaragua que duró de 1896 a 1898. | 1896                                                         | 1897                                          |
|                   | Actualización de República de América Central y luego Estados Unidos de Centroamérica se le agregó cinco estrellas doradas a la bandera en 1898. | 1897                                                         | 1898                                          |
|                   | Bandera estatal salvadoreña dentro de República de América Central y Estados Unidos de Centroamérica. | 1896                                                         | 1898                                          |
|                   | La tercera bandera nacional de la República de El Salvador, Fue adaptado de 17 de mayo de 1912 por el presidente Manuel Enrique Araujo. La bandera fue adoptada como forma de protestar la Ocupación estadounidense de Nicaragua en 1912, para recuperar el sentido de la Reunificación centroamericana. Esta bandera sería actualizada después en 1916 | 17 de mayo de 1912                                           | 1916                                          |
|                   | La República de Centro América fue la última unión de El Salvador con Guatemala y Honduras. La bandera fue inspirada en antiguas banderas de uniones centroamericanas Bandera estatal salvadoreña dentro de la República de Centro América (1921-1922). Esta sería la última bandera estatal de El Salvador y la última vez que El Salvador formaria parte de una Unión Centroamericana. | 1921                                                         | 1922                                          |
| Magna · Civil     | La cuarta y última bandera nacional, actual de la República de El Salvador, es similar como su primera bandera nacional pero con azul cobalto. Fue actualizada y adaptado el 24 de marzo de 1916 por el presidente Carlos Meléndez, con el diseño de Rafael Barraza Rodríguez, quien ganó el concurso para diseñar el actual Escudo Nacional; tras la inspiración de las banderas de Centroamérica. En el escudo se le agregaron las cinco banderas y la Corona triunfal. La bandera fue adoptada como forma de protestar la Ocupación estadounidense de Nicaragua en 1912, para recuperar el sentido de la Reunificación centroamericana. La segunda bandera lleva el lema nacional (DIOS UNIÓN LIBERTAD) en letras Mayúsculas cuadradas romanas de color ámbar dorando. | 17 de mayo de 1912 (propuesta) 24 de marzo de 1916 (oficial) | Actualidad                                    |

## Banderas prenacionales
| Bandera          | Notas | Fecha de adopción | Fecha de desuso          |
| ---------------- | --- | ----------------- | ------------------------ |
| approx.1200-1528 | Banderola del Altépetl del Señorío de Cuzcatlán, antigua civilización de El Salvador.                                  | c.1200            | 1528                     |
| 1525–1701        | Bandera de la Provincia de San Salvador (1528-1578) dentro de la Capitanía General de Guatemala en el Imperio español. | 1525              | 1701                     |
| 1701–1760        | Bandera de la Alcaldía mayor de San Salvador dentro del Imperio español.                                               | 1701              | 1760                     |
| 1760–1785        | Bandera de la Alcaldía mayor de San Salvador dentro del Imperio español.                                               | 1760              | 1785                     |
| 1785–1821        | Bandera de la Intendencia de San Salvador dentro del Virreinato de Nueva España.                                       | 1785              | 15 de septiembre de 1821 |

## Banderas indígenas

Bandera indígena de los lencas de El Salvador
Bandera indígena de los pipiles de El Salvador

## Banderas departamentales

Bandera del departamento de Ahuachapán
Bandera del departamento de Cabañas
Bandera del departamento de Chalatenango
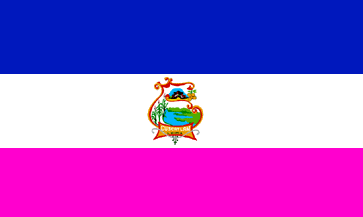
Bandera del departamento de Cuscatlán
Bandera del departamento de La Libertad
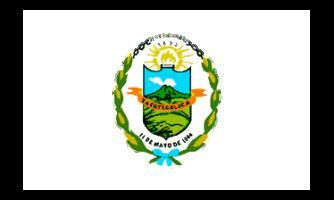
Bandera del departamento de La Paz
Bandera del departamento de La Unión
Bandera del departamento de Morazán
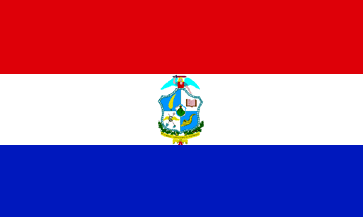
Bandera del departamento de San Miguel
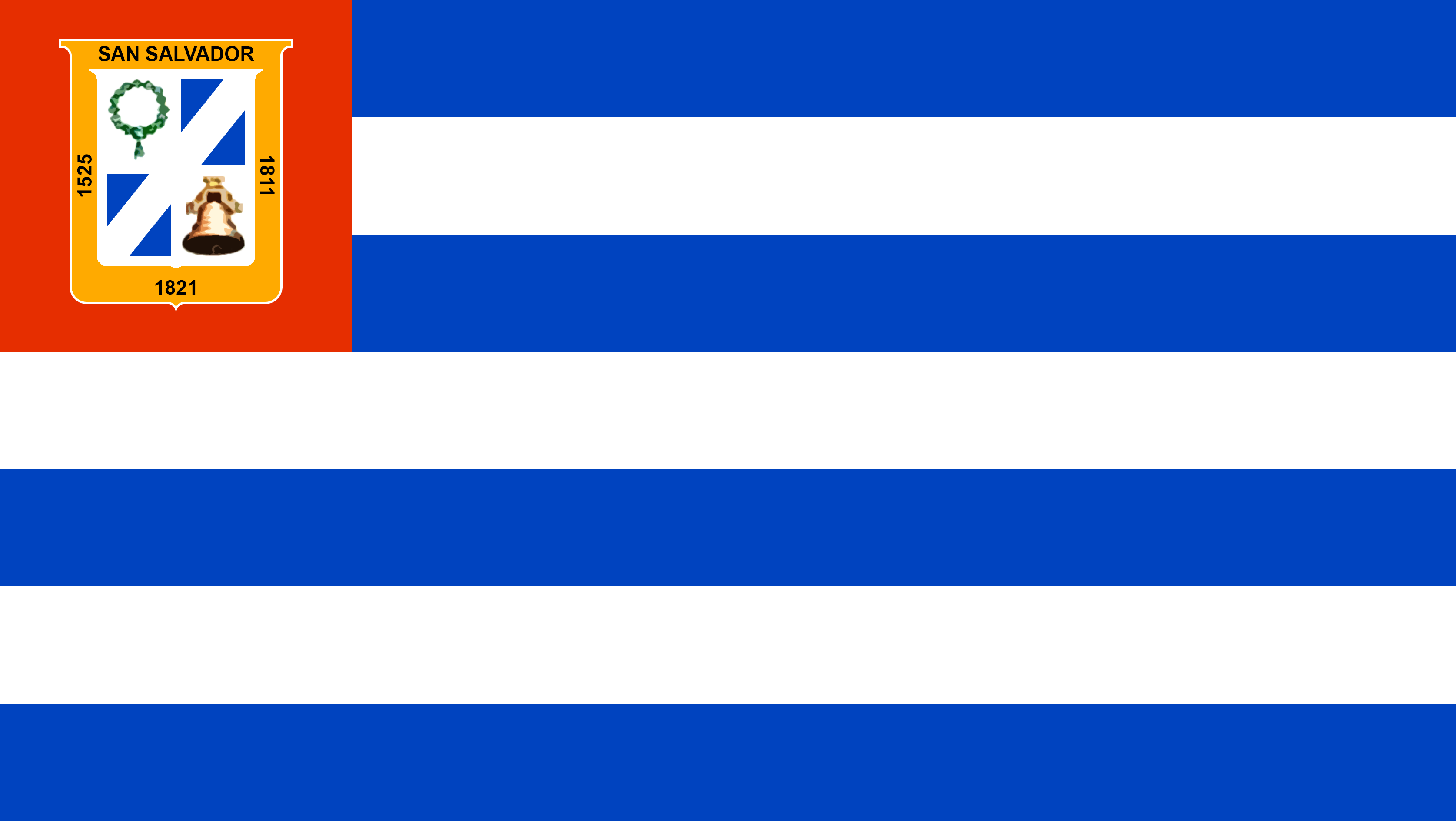
Bandera del departamento de San Salvador
Bandera del departamento de San Vicente
Bandera del departamento de Santa Ana
Bandera del departamento de Usulután
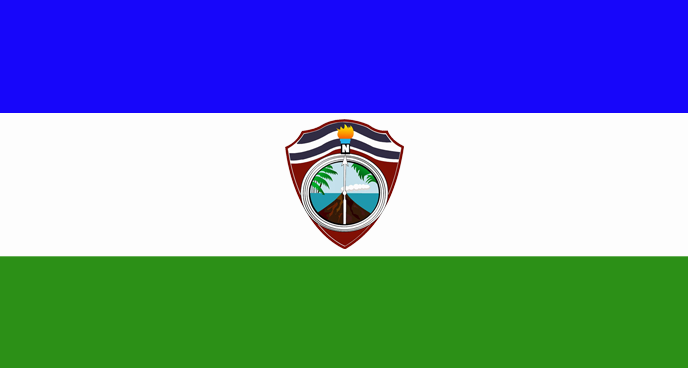
Bandera del departamento de Sonsonate

## Banderas similares

Bandera de Nicaragua